# Hannivka, Tomakivka
Hannivka (în ucraineană Ганнівка) este un sat în comuna Volodîmîrivka din raionul Tomakivka, regiunea Dnipropetrovsk, Ucraina.

## Demografie
Componența lingvistică a localității Hannivka
     Ucraineană (84%)
     Rusă (16%)
Conform recensământului din 2001, majoritatea populației localității Hannivka era vorbitoare de ucraineană (84%), existând în minoritate și vorbitori de rusă (16%).